# Edmond de Vinck de Wesel
Edmond Joseph Baron de Vinck de Wesel (Antwerpen, 27 december 1804 – Wuustwezel, 5 december 1877) was een Belgisch politicus.

## Levensloop
Na de Belgische afscheuring werd hij aangesteld als tweede burgemeester van de Antwerpse gemeente Wuustwezel. In 1831 werd hij in deze positie aangesteld, maar door de klachten over zijn afwezigheid werd hij in 1833 tijdelijk vervangen door Willem Kenis. Zijn mandaat als burgemeester liep reeds vijf jaar na zijn aanstelling, in 1836, ten einde. 